# Carcinoma de células acinares do pâncreas
Carcinoma de células acinares do pâncreas é um tumor pancreático exócrino raro e maligno. Corresponde a 5% de todos os tumores do pâncreas, sendo o segundo tipo mais comum de cancro do pâncreas.